# Vjatjeslav Kurennoj
Vjatjeslav Grigorjevitj Kurennoj (ryska: Вячесла́в Григо́рьевич Куренно́й), född 10 december 1932 i Moskva, död 23 december 1992 i Moskva, var en sovjetisk vattenpolospelare. Han tog OS-brons 1956 och OS-silver 1960 med Sovjetunionens landslag.
Kurennoj spelade sju matcher i den olympiska vattenpoloturneringen i Melbourne som är mest känd för blodet i vattnet-matchen mot Ungern. Kurennoj gjorde tre mål i Melbourne. OS-silver tog han 27 år gammal i den olympiska vattenpoloturneringen i Rom. I den turneringen gjorde han nio mål.